# Туризм в Буркина-Фасо
Буркина-Фасо расположена в Западной Африке и населена приблизительно шестьюдесятью этническими группами численностью более 10 000 человек, каждая из которых обладает своей культурой с особыми традициями и обычаями. Достопримечательные места можно обнаружить практически во всех провинциях страны; перечисленные ниже являются наиболее популярными из года в год.

## Центр страны

### Уагадугу
- Парк Бангр Веугу

Расположен в центральной части столицы страны Уагадугу. В 2006 году путешественники отмечали, что «в городском парке Бангр Веугу произрастает более 360 видов растений и обитает 160 видов птиц и 40 видов животных, к примеру антилопы, крокодилы, обезьяны и белки. Инфраструктурные объекты парка: музей, посвященный животному миру, спортивный сектор, детский сектор „Парк Фасо“ и ресторан».
- Национальный музей

Национальный Музей Уагадугу также популярен среди туристов. Основанный в 1962 году, музей по сей день остается достаточно функциональным, привлекая посетителей комбинацией традиционных деревенских домов, демонстрирующих быт и культуры племен, населяющих страну; библиотека музея также содержит большое количество материала о культуре страны и народах, её населяющих.
- Международный салон искусства и ремесел (SIAO) и Фестиваль кино (FESPACO)

Международный салон искусства и ремесел и Фестиваль кино, которые привлекают туристов в Уагадугу. Каждый из них проводится раз в два года. SIAO осуществляет важную роль в популяризации африканских ремесел и отличный способ изучить культуру Африки, так как обычно представлены все страны континента. Фестиваль FESPACO в своем роде уникален, так как на нём показываются все африканские фильмы. Фестиваль популярен и среди иностранных туристов, потому как это единственное место, где африканские актёры и режиссёры могут встретиться и обсудить перспективы и приоритетные вектроры развития африканского кино. На протяжении 2-3 неделей фестиваля не только кинотеатры показывают фильмы, но и телевизионные каналы отдают им большую часть эфирного времени.

### Зиниаре
- Природный парк Зиниаре

В сафари-парке Зиниаре в неволе содержится большое количество животных. Это прекрасное место для того, чтобы посмотреть на слонов, львов, антилоп и других представителей животного мира. Также туристы могут посетить поместье президента Блеза Компаоре, расположенное неподалёку.
- Гранитные памятники Лоанго

В местечке Лоанго, что близ города Зиниаре, находятся гранитное святилище. В действительности, Лоанго широко известно по всему миру среди скульпторов, которые один раз в год съезжаются сюда и вырезают из камня все новые скульптуры. Это мероприятие представляет собой прекрасную возможность встретить великих скульпторов современности и перенять их мастерство. Творения подчас необычны и таинственны.
- Музей Манега

Самым необычным туристским объектом, пожалуй, является музей Манега, также называемый «Место отдыха», расположенный в 50-ти км к северу от Уагадугу, основанный Титинги Фредерико Пасере — юристом и ценителем культуры. Согласно замыслу Титинги, музей «загадочным образом связян со священными местами народов страны, он скрывает множество явлений, окутанных мистической тайной». Так, в музее представлены 500 масок, устанавливавшихся во время погребальных ритуалов перед мертвецами, несколько десятков надгробных плит с высеченными на них мужскими изображениями, возраст которых составляет несколько тысячелетий, другие объекты древнейших африканских культов.

### Кудугу
- Священные крокодилы Сабу

Город Кудугу известен благодаря обитающим в близлежащем местечке Сабу священным крокодилам. В действительности, почтительность местных жителей в отношении крокодилов связана не только с религиозными культами, но и с более утилитарными мотивами: крокодилы абсолютно безобидны и есть возможность фотографироваться на память с ними, на чём жители и зарабатывают деньги.

## Запад страны

### Бобо-Диуласо
- Старая мечеть Бобо Диуласо

В центре второго по населению города Буркина Фасо, в районе Диулассоба, находится большая старая мечеть, построенная в 1890 году, являющаяся превосходным образцом религиозной архитектуры Сахеля. Доступ в мечеть для туристов возможен только ранним утром.
- Национальная неделя культуры (SNC)

В противоположность Уагадугу в Бобо Диуласо проводится своя неделя культуры, где различные народы представляют свои обычаи разыгрывая постановки, исполняя традиционные песни и танцуя ритуальные танцы. К неделе приурочены различные мероприятия, что в совокупности привлекает множество людей в Бобо на время мероприятия.
- Мавзолей Гуимби Уаттара

Принцесса Гуимби Уаттара была видной фигурой в истории обороны Бобо Диуласо от завоевателей в начале XVIII столетия. Её мавзолей, находящийся в городе, привлекает интересующихся историей страны людей.
- Музей Бобо Диуласо[1]
- Старый город[1]
- Гуингуетт[1]

### Банфора
- Останцы Синду

Останцы, представляющие собой выходы песчаника, включены в список природного наследия ЮНЕСКО.
- Водопады Банфоры[1]
- Озеро Тингрела[1]

## Восток страны

### Диапара
В целом, восток Буркина Фасо издавна известен хорошей охотой, а в последнее время ещё и национальными парками.
- Национальные парки Арли и Дубль «В» (W)
- Заповедники и охотничьи угодья Назинга[7]
- Скалы Гобнаугу[7]

## Сахель

### Джибо
- Археологический музей и каменные скульптуры Побе Менгао

Как музей, так и каменные скульптуры представляют собой историю жизни «честных людей» (Буркина Фасо — страна честных людей).

### Гором Гором
- Традиционные женские ремесла[8]
- Туристский лагерь

Единственный город буркинийского Сахеля, обладающий необходимой инфраструктурой, обычно служит базовым лагерем туристам, путешествующим по северу страны.